# 信仰无差别论
信仰无差别论，或稱冷淡主義，指認為所有的信仰都一樣沒有差別，相較於現代基督宗教（如天主教）主張包容其他宗教（包容主義），但本身則優於他者，信仰无差别论認為基督宗教和其他信仰，甚至和無神論都一樣，不具有任何差別，採取一視同仁的態度。